# Mia (Metro de Seúl)
Mia es una estación de la Línea 4 del Metro de Seúl..
Se encuentra en Mia-dong, Gangbuk-gu, Seúl.

## Galería

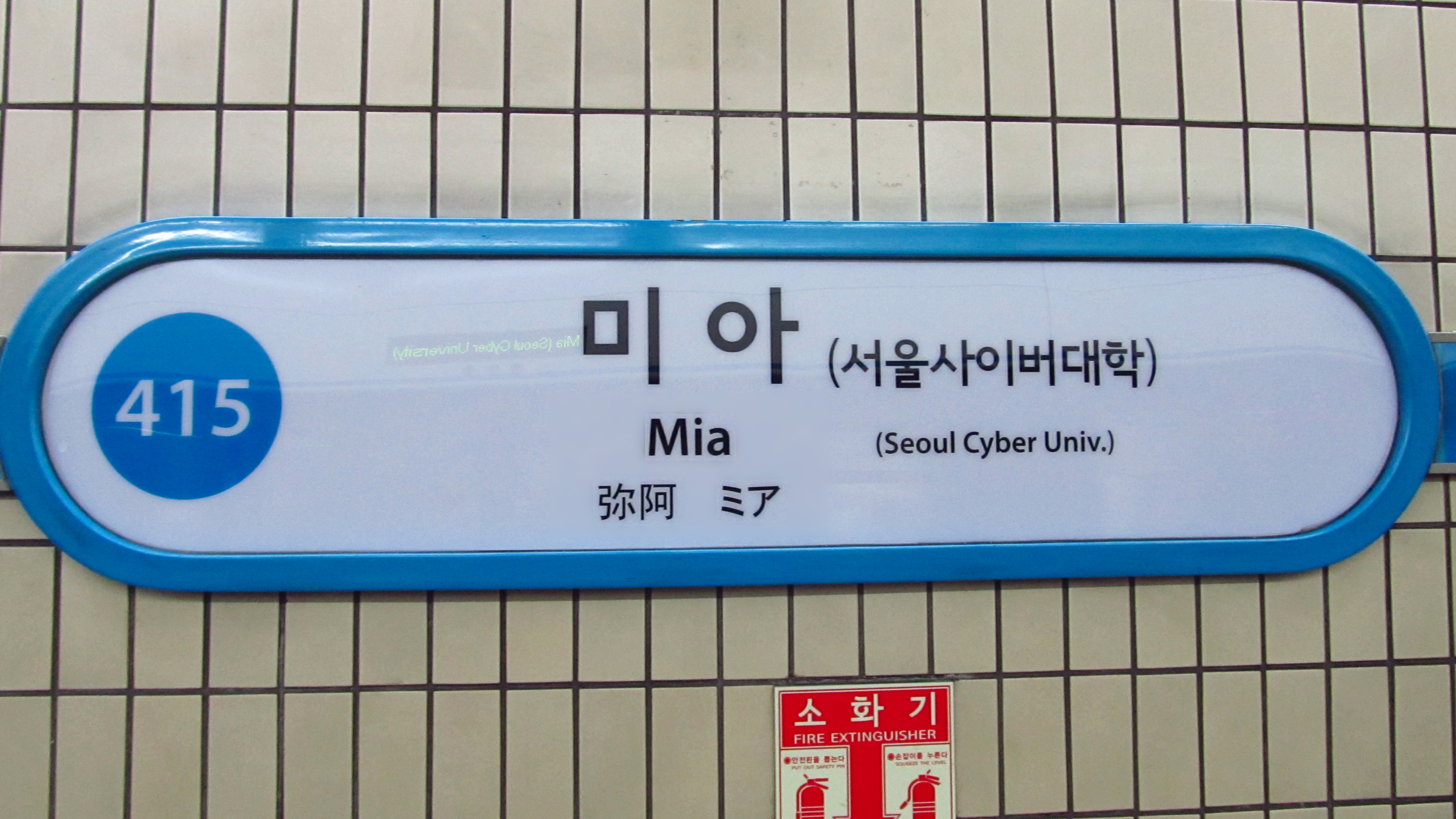

- Datos: Q490536
- Multimedia: Mia Station / Q490536